# 堀内友四郎

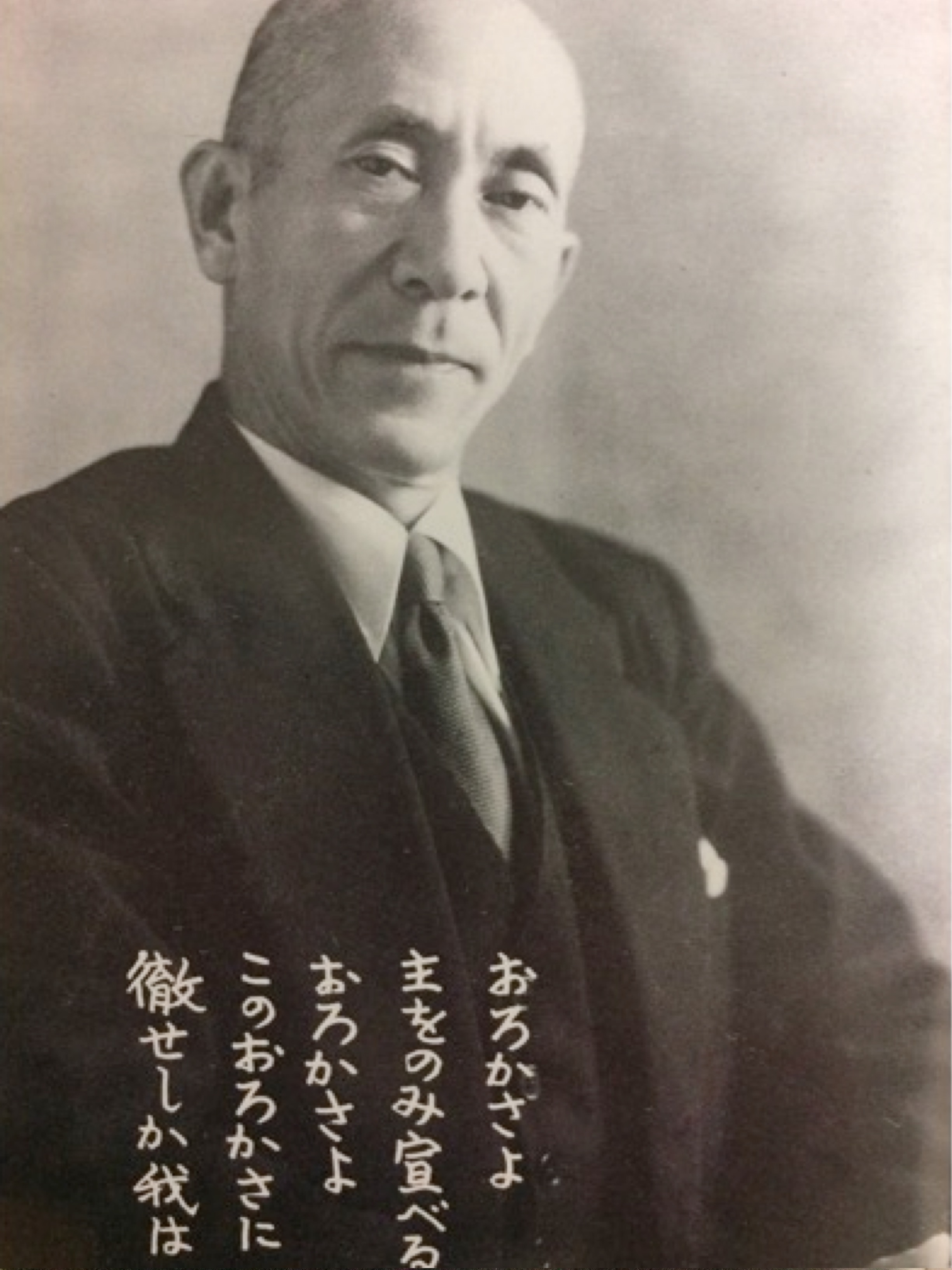

堀内 友四郎（ほりうち ともしろう、1889年（明治22年）10月13日 - 1980年（昭和55年）2月13日）は日本基督教会の牧師。

## 略歴

### 大学卒業まで
堀内織三郎・亀代夫妻の六人兄弟の末子として四国・松山市に生まれる。名古屋中学時代に友人原田盟輔に誘われ名古屋教会の礼拝に出席。その後、中学（旧制）4年生の時、1909年（明治42年）1月3日の新年礼拝において、名古屋教会にて吉川逸之助牧師から洗礼を受ける。1910年（明治43年）、第八高等学校入学。1913年（大正2年）に東京帝国大学工科大学機械工学科入学。本郷千駄木町にあった東京帝国大学基督教青年会の仮寄宿舎で、3年に亘る学生生活を送った。日曜日の礼拝は植村正久の牧していた富士見町教会。徳川義親（旧名古屋藩主）とも親交があった。

### 教会牧師へ
1916年（大正5年）、東京帝国大学工科大学卒業とともに、名古屋教会の長老であった服部俊一（東洋紡績株式会社取締役）の人格に惹きつけられ、東洋紡績株式会社に入社。1925年（大正14年）、津工場（三重県）の工場長を最後に東洋紡績株式会社を退社。高倉徳太郎が校長であった東京神学社へ入学。1926年（大正15年）9月、横浜の鶴見に定住して、神学校に学びながら鶴見の開拓伝道に奉仕した。1927年（昭和3年）は、教会堂建設の具体化が勧められ、鶴見伝道教会の建設式と献堂式とが同時に挙行された。背後には佐波亘を中心とした大森教会の絶大な支援があったと言われている。1931年（昭和6年）4月、日本基督教団の教師として任職。1934年（昭和9年）9月30日（日曜）に、独立教会としての教会建設式が行われ、名実共に鶴見教会の牧師となった。

### 日本キリスト教会創設
1940年頃、堀内友四郎、林三喜雄、熊野義孝、栗原久雄、竹森満佐一の5名で東京基督教研究所を設立し、上大崎の中川栄五郎長老宅を集会所として研究会を定期的に行った。その最初の仕事として戦後の教会形成と福音宣教に備え、『五古代教会信条』の共同翻訳が試みられ解説付きで出版された。（東京基督教研究所訳、『基本信条』（信条叢書1）、新教出版社、1946、64頁、当時4円。）底本はPhilip Schaff。後半にその原文が収められている。解説によれば、"symbola oecumenica"は、宗教改革の時代マルティン・ルターによって最初に使われたといわれる。NHKから依頼され、「植村正久の信仰」という題で第一放送で放送したことがあるが、鶴見協会の礼拝説教を休む訳にはいかないという理由で録音による放送となった（昭和23年4月25日（日曜）の朝）。1951年（昭和26年）、日本基督教団から離脱し、大森教会の佐波亘らとともに日本基督教会創設に関わる。創設期には書記を2年、議長を2年、さらに再度書記を2年選ばれ奉仕した。最初の信仰告白・憲法・規則草案作成委員として選ばれ、その長として規則等の改正・整備に努力した。また、日本基督教会立の神学校設立の為に働き、神学校設立後も理事長としてその基礎を築く為に働いた。「良い伝道志願者が与えられるように、熱心に祈ること」「神学校において本当に必要なのは、私たちは、喜んでそれを捧げること」を日本基督教会全体に向かって強く訴えた。

### 晩年
1964年（昭和39年）に75歳で鶴見教会牧師を辞職。新築した希望ヶ丘の自宅に移り、長年の願望出会った文書伝道に力を注いだ。1980年（昭和55年）2月13日午前10時45分自宅にて死去（90歳）。

## 特記事項
- 洋画家の森芳雄は義弟、経済学者の堀内昭義は姪孫である。